# Licuala grandiflora
Licuala grandiflora är en enhjärtbladig växtart som beskrevs av Henry Nicholas Ridley. Licuala grandiflora ingår i släktet Licuala och familjen Arecaceae. Inga underarter finns listade i Catalogue of Life.